# Bromma distrikt, Uppland
Bromma distrikt är ett distrikt i Stockholms kommun och Stockholms län. 
Distriktet ligger i Västerort i Stockholms kommun inom området för Bromma stadsdelsområde. 

## Tidigare administrativ tillhörighet
Distriktet inrättades 2016 och utgörs av en del av området som till 1971 utgjorde Stockholms stad inom en del av det område som före 1916 utgjorde Bromma socken.
Området motsvarar den omfattning Bromma församling hade 1999/2000.